# Bulbophyllum crassipes
Bulbophyllum crassipes är en orkidéart som beskrevs av Joseph Dalton Hooker. Bulbophyllum crassipes ingår i släktet Bulbophyllum och familjen orkidéer. Inga underarter finns listade i Catalogue of Life.

## Bildgalleri

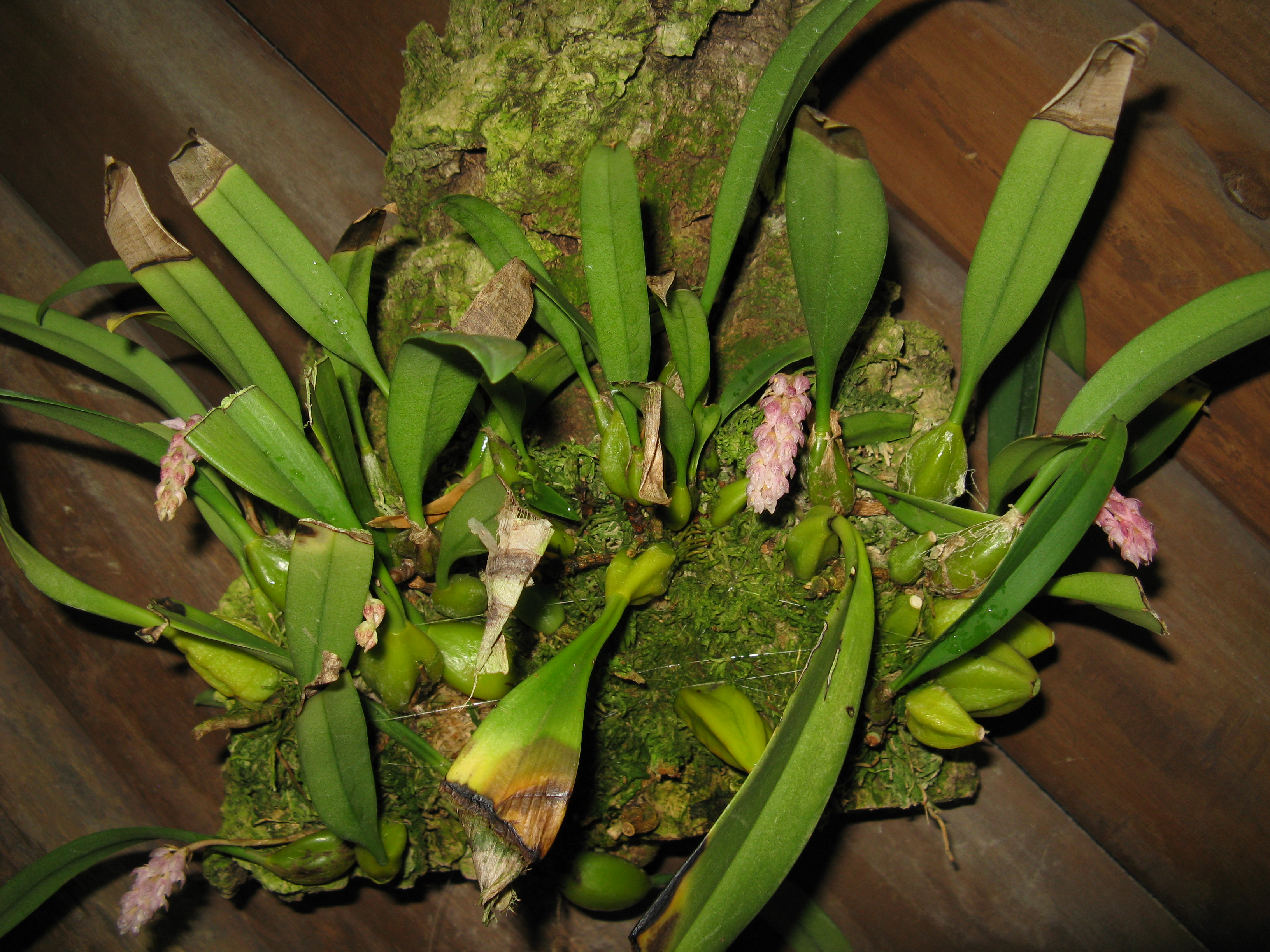
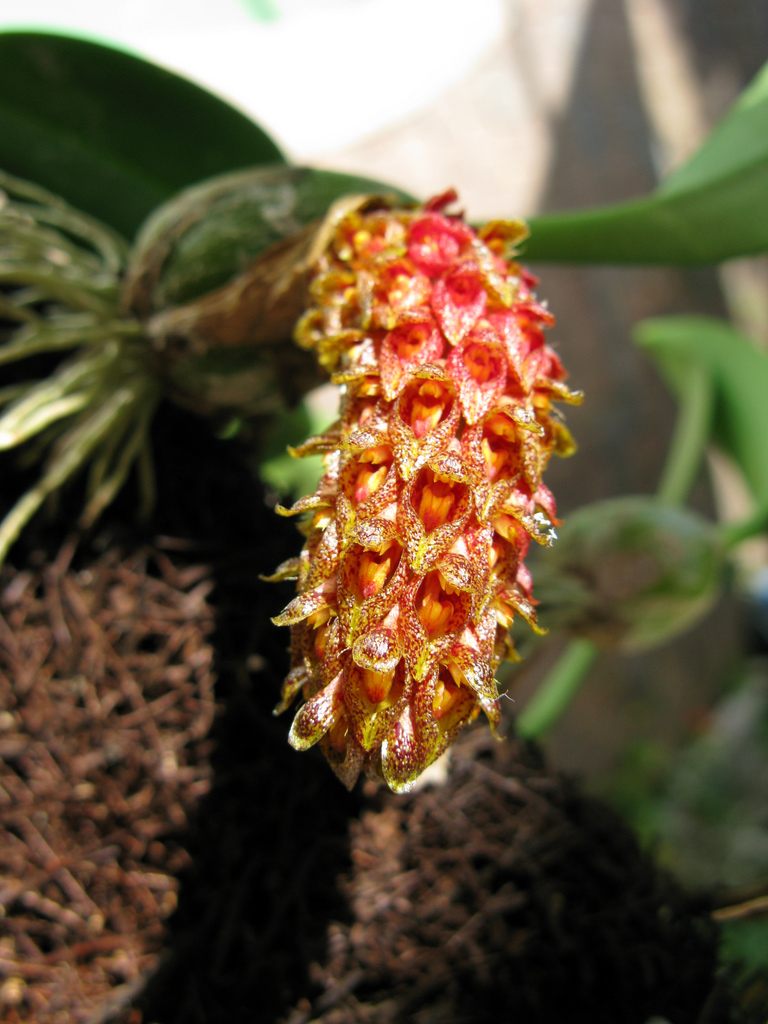